# حرب الثمانين عاما
كانت حرب الثمانين عامًا أو حرب الاستقلال الهولندية (1566-1648) ثورة للمقاطعات السبعة عشر (هولندا وبلجيكا ولوكسمبورغ اليوم) ضد فيليب الثاني ملك إسبانيا، وتُعرف باسم سيادة الأراضي المنخفضة الهابسبورغية. بعد المراحل الأولية للحرب، نشر فيليب الثاني جيوشه واستعاد السيطرة على معظم المقاطعات المتمردة. واصلت المقاطعات الشمالية مقاومتها تحت قيادة وليام الصمت المنفي. تمكنوا في نهاية المطاف من الإطاحة بجيوش هابسبورغ، وأسسوا جمهورية البلدان السبعة المنخفضة في عام 1581. استمرت الحرب في مناطق أخرى، على الرغم أن الأراضي المركزية في الجمهورية لم تعد مهددة. وشمل ذلك بدايات نشوء الإمبراطورية الاستعمارية الهولندية، التي بدأت بهجمات هولندية على أراضي البرتغال الخارجية، التي صُوّرت في ذلك الوقت أنها تنقل الحرب في الخارج مع إسبانيا بسبب الاتحاد السلالي بين تاجي البرتغال وإسبانيا. اعتُرف بالجمهورية الهولندية من قِبل إسبانيا والقوى الأوروبية الكبرى في عام 1609 في بداية هدنة الإثني عشر عامًا. اندلعت الأعمال العدائية مرة أخرى نحو عام 1619، بكونها جزءًا من حرب الثلاثين عامًا الأكثر اتساعًا. توصلت الأطراف إلى نهاية الحرب في عام 1648 بمعاهدة سلام مونستر (وهي جزء من صلح وستفاليا)، حين اعتُرف بالجمهورية الهولندية بشكل قطعي دولة مستقلة ولم تعد جزءًا من الإمبراطورية الرومانية المقدسة. تعتبر معاهدة سلام مونستر أحيانًا بداية العصر الذهبي الهولندي.

## أسباب الحرب
تزايد سخط الهولنديين من حكم هابسبورغ في العقود التي سبقت الحرب. وكانت الضرائب الباهظة المفروضة على السكان هي السبب الرئيس لاستياء الهولنديين، بينما أعيق الدعم والتوجيه من قبل الحكومة بسبب الحجم الهائل للإمبراطورية. كانت المحافظات السبع عشرة في ذلك الوقت معروفة في إمبراطورية هابسبورغ باسم De landen van herwaarts over، وفي الفرنسية Les pays de par deça («تلك الأراضي هناك»). ويعني هذا من الناحية العملية أن المحافظات الهولندية كانت دائمًا ما تتعرض للانتقادات لأنها كانت تتصرف دون إذن من العرش، في حين أن العرش لم يكن عمليًا تجاه أي طلب إذن يُرسل إلى العرش، فقد كان يستغرق ما لا يقل عن أربعة أسابيع للرد. وتضاعفت هذه الاضطرابات بوجود القوات الإسبانية التي طلب منها الإشراف على النظام في هذه المحافظات. [بحاجة لمصدر]
في حين استمرت إسبانيا في انتهاج سياسة التوحيد الديني الصارم داخل الكنيسة الكاثوليكية الرومانية، التي فرضتها محاكم التفتيش، تمكن عدد من الطوائف البروتستانتية من اكتساب أرض في المحافظات السبع عشرة. وتمكنت كل من الحركة اللوثرية التابعة لـمارتن لوثر، وحركة تجديدية العماد للإصلاحي الهولندي مينو سايمونز (Menno Simons) والتعاليم الإصلاحية لـجان كالفن (John Calvin) من اجتذاب مؤيدين لها بحلول منتصف القرن السادس عشر الميلادي. [بحاجة لمصدر] وأدى هذا إلى بيلدنستورم (Beeldenstorm) أو «حالة غضب مفسدة للمعتقدات المقدسة» في 1566م، تم فيها تجريد مئات الكنائس من التماثيل والزخارف الدينية الأخرى. [بحاجة لمصدر]

## تمهيد
في أكتوبر 1555، بدأ الإمبراطور كارلوس الخامس حاكم الإمبراطورية الرومانية المقدسة التنازل التدريجي عن تيجانه العديدة. تولى ابنه فيليب الثاني دور السيادة على الأراضي المنخفضة الهابسبورغية، التي كانت في ذلك الوقت اتحادًا شخصيًا يتألف من سبعة عشر مقاطعة مع القليل من القواسم المشتركة ما عدا سيادتها وإطارها الدستوري. قسّم هذا الإطار، الذي جُمع خلال العهود السابقة لحكام بورغندي وهابسبورغ، السلطة بين حكومات المدينة والنبلاء المحليين ودول المقاطعات والستاتهاودر (أمناء المدينة) الملكيين وبرلمان هولندا والحكومة المركزية (تُمثّل غالبًا بوساطة الوصي على العرش) بمساعدة ثلاثة مجالس، هي: مجلس الدولة ومجلس الملك الخاص ومجلس الشؤون المالية. كان ميزان القوى مائًلا بشدة نحو الحكومات المحلية والإقليمية.
لم يحكم فيليب شخصيًا، لكنه عيّن ايمانويل فيليبير، دوق سافوي، حاكمًا عامًا لقيادة الحكومة المركزية. في عام 1559، عيّن أخته غير الشقيقة مارغريت دوقة بارما الوصية الأولى على العرش، التي حكمت بتعاون وثيق مع النبلاء الهولنديين مثل ويليام أمير أوراني، وفيليب دي مونتمورنسي كونت هورن، ولامورال كونت إيغمونت. أدخل فيليب عددًا من المستشارين إلى مجلس الدولة، على رأسهم أنطوان بيرينوت دي غرانفيل، الكاردينال البورغندي الذي اكتسب نفوذًا كبيرًا في المجلس، ما أثار استياء أعضاء المجلس الهولندي.
حين غادر فيليب إلى إسبانيا عام 1559 ازداد التوتر السياسي بسبب السياسات الدينية. لم يتمتع فيليب بالعقلية الليبرالية التي تمتع بها والده كارلوس الخامس، وكان عدوًا قويًا للحركات البروتستانتية لمارتن لوثر وجون كالفن وحركة تجديدية العماد. حرّم كارلوس الهرطقة في إعلانات خاصة تصورها على أنها جنح عظيم، وصارت تُلاحق بواسطة نسخة هولندية من محاكم التفتيش، ما أدى إلى إعدام أكثر من 1300 شخص بين عامي 1523 و1566. يُقال إن تطبيق التحريم أصبح متراخيًا مع اقتراب انتهاء فترة حكم كارلوس. برغم ذلك، أصر فيليب على التطبيق الصارم للتحريم، ما تسبب في اضطرابات واسعة النطاق. وفي سبيل دعم محاولات الإصلاح المضاد وتعزيزها، بدأ فيليب إصلاحًا تنظيميًا بالجملة للكنيسة الكاثوليكية في هولندا عام 1559، ما أدى إلى إدراج أربعة عشر أبرشية بدلًا من الثلاث أبرشيات القديمة. كان من المقرر أن يرأس دي غرانفيل التسلسل الهرمي الجديد باعتباره رئيس أساقفة أبرشية ميشيلين الجديدة. لم يحظَ الإصلاح على وجه الخصوص بشعبية مع التسلسل الهرمي القديم للكنيسة، إذ مُولّت الأبرشيات الجديدة بوساطة نقل عدد من الأديرة الغنية. أصبح دي غرانفيل محور المعارضة ضد الهياكل الحكومية الجديدة، ودبر النبلاء الهولنديون بقيادة أمير أوراني عزله في عام 1564.

## السنوات الأربعون الأولى

### الانتفاضة والقمع والغزو (1566-1572)
كان الكالفنيون عنصرًا مهمًا في غضب تحطيم الأيقونات (بالهولندية: Beeldenstorm)‏ عبر هولندا. خافت مارغريت من قيام انتفاضة وقدمت مزيدًا من التنازلات إلى الكالفنيون، مثل تخصيص كنائس معينة للكالفنية. اتخذ بعض حكام المقاطعات إجراءات حاسمة لقمع الاضطرابات. في مارس 1567 هُزم الكالفنيون في معركة أوسترفيل تحت قيادة جون حاكم سانت ألديغوند أمام الجيش الملكي وأُعدم جميع المتمردين بإجراءات موجزة. في أبريل 1567، أبلغت مارغريت فيليب أنها استعادت السيطرة. ومع ذلك، في الوقت الذي وصلت فيه هذه الأخبار إلى فيليب في مدريد، كان دوق ألبا قد أُرسل بالفعل مع الجيش لاستعادة السيطرة. تولى دوق ألبا القيادة واستقالت مارغريت معترضةً. أنشأ دوق ألبا مجلس الاضطرابات (الذي أُطلق عليه فيما بعد اسم مجلس الدم) في 5 سبتمبر 1567، مُجريًا حملة قمع للمتمردين وللأشخاص الذين اشتُبهوا بالهرطقة. أُلقي القبض على العديد من المسؤولين الكبار بذرائع مختلفة، من بينهم كونتات إيغمونت وهورن اللذين أُعدما بتهمة الخيانة في 5 يونيو 1568. أُعدم نحو 1000 شخص من بين 9000 شخص متهم، وفرّ العديد إلى المنفى، من بينهم ويليام أمير أوراني.

### التمرد (1572-1576)
مع التهديد المحتمل بالغزو من فرنسا، ركز دوق ألبا قوته في جنوب هولندا، وفي بعض الحالات أخرج القوات من الحاميات في الشمال.
أبقت هذه السياسية ميناء بريله دون حماية تقريبًا. استولى شحاذو البحر المنفيون من إنجلترا على المدينة في 1 أبريل عام 1572. دفعت أخبار الاستيلاء على بريله مدينتي فليسنجن وفيراه إلى التمرد من جديد في 3 مايو. رد أمير أوراني بسرعة على هذا التطور الجديد عن طريق إرسال عدد من المبعوثين إلى هولندا وزيلند بتفويض يقتضي تولي زمام السلطة على الحكومة المحلية بالنيابة عنه باسم «الحاكم العام».
استولى الكونت ويليام الرابع فان دن بيرغ، صهر أمير أوراني، على مدينة زوتفن، تلا ذلك سيطرته على مدن أخرى في غيلديرلاند وأوفريسل المجاورة. استولى المتمردون على عدة مدن في فرايزلاند. استولى لويس كونت ناسو على مونس على حين غرة في 24 مايو. تقدم أمير أوراني نحو مونس للحصول على الدعم، لكنه أُجبر على الانسحاب عبر ميشيلين، حيث ترك حاميةً وراءه. نهبت قوات دوق ألبا ميشيلين، وسارعت العديد من المدن بعد ذلك إلى التعهد بتجديد الولاء لألبا.

### من تهدئة خنت إلى اتحاد أوترخت (1576–1579)
تقدم المتمردون الإسبان نحو بروكسل، ونهبوا مدينة الست في طريقهم. دعمت المقاطعات الموالية الحكومة الملكية على مضض ضد التمرد لوقت قصير، ولكن بعد ذلك سمح فيليب دي كروا دوق أيرشيوت -الحاكم العام لفلاندرز للولايات العامة- ببدء مفاوضات السلام مع ولايتي هولندا وزيلند. اتفق الجميع على ضرورة سحب القوات الإسبانية. كان هناك اتفاق أيضًا على التوقف عن نشر الإعلانات ضد الهرطقة وحرية الفكر. وُقّعت تهدئة خنت بعد أن أشعل المتمردون الإسبان ثورة «قاتلة» في مدينة أنتويرب يوم 4 نوفمبر. وصل الوصي التالي، خوان النمساوي في 3 نوفمبر، في وقت متأخر جدًا للتأثير على الأحداث. حثت الولايات العامة خوان النمساوي على الموافقة على تهدئة خنت في المرسوم الدائم في 12 فبراير 1577. سُحبت القوات الإسبانية. انشق خوان عن الولايات العامة في يوليو، وهرب إلى قلعة نامور الآمنة.

## وصلات خارجية
- (بالهولندية) De Bello Belgico
- (بالهولندية) Correspondence of William of Orange
- Dutch Revolt on Rijksmuseum.nl
- (بالإسبانية) La Guerra de Flandes, desde la muerte del emperador Carlos V hasta la Tregua de los Doce Años
- (بالهولندية) "Nederlandse Opstand" on www.onsverleden.net نسخة محفوظة 23 يوليو 2021 على موقع واي باك مشين.